# Bonjor (Sarang)
Bonjor is een bestuurslaag in het regentschap Rembang van de provincie Midden-Java, Indonesië. Bonjor telt 2634 inwoners (volkstelling 2010).